# Niewolnica zmysłów
Niewolnica zmysłów – polski film niemy z 1914 roku. Film był początkiem wielkiej kariery aktorki Poli Negri.

## Fabuła
Główna bohaterka ma na imię Pola i jest piękną, lecz uboga dziewczyną, córką ślusarza. Niespodziewania odnosi sukces na scenie jako tancerka. Po sukcesie zrywa ze swoim dotychczasowym narzeczonym i zostaje kochanką bogatego wielbiciela jej talentu i urody. Jednak narzeczony nie chce się pogodzić z jej odejściem.

## Obsada
- Pola Negri – Pola, córka ślusarza
- Wojciech Brydziński – Jan
- Witold Kuncewicz – Mąż
- Juliusz Adler – Partner Poli w tańcu apaszowskim
- Władysław Szczawiński – Bogacz